# Max Walter Svanberg
 (mai 2013).
Si vous disposez d'ouvrages ou d'articles de référence ou si vous connaissez des sites web de qualité traitant du thème abordé ici, merci de compléter l'article en donnant les références utiles à sa vérifiabilité et en les liant à la section « Notes et références ».
Max Walter Svanberg, né le 21 février 1912 à Malmö et mort le 28 mai 1994 à Limhamn, est un peintre suédois.

## Biographie
Max Walter Svanberg commence des études techniques d'arts appliqués en 1929 puis rejoint une école d'art en 1931.
Il expose ses premières œuvres en 1935.
Il démarre le mouvement Minotaure en 1942 avec Hulten et Osterlin.
Il cofonde le mouvement artistique Imaginisterna en 1948. Il fonde également  le groupe suédois Imaginist, mais le quitte peu après.
En 1949, à la suite de rencontres avec Asger Jorn le mouvement Imaginisterna devient la branche suédoise du mouvement artistique CoBrA, fondé par Guillaume Corneille, Karel Appel, Constant, Dotremont et Joseph Noiret.
En 1950 il publie un album de lithographies. Il commence à intégrer le mouvement surréaliste de Paris en 1955 et fut exposé à la Galerie de l'Étoile Scellée la même année.
En 1958 il illustre à l'encre de Chine une édition des "Illuminations" de Rimbaud.

### Le mouvement surréaliste
Vers 1940, il fut de plus en plus attiré par le Surréalisme et devint un membre actif du groupe Minotaure, qu'il fonda avec E. Nemes, A. Yunkers et C.O. Hultén, et des Imaginistes, groupe fondé à Malmö en 1943 et dont il se détache dix ans plus tard.
En 1959, M.W. Svanberg, seul, représente la Suède à l'exposition du Surréalisme international organisée par Breton à la galerie Cordier.
En 1954, il illustre entièrement le numéro 3 de la revue surréaliste Médium :
« Svanberg il faut le dire, nous fait les honneurs d’un monde qui n’est autre que celui du “scabreux”, au sens le plus subversif du terme. J'ai toujours pensé, pour ma part, qu’un certain scabreux, circonscrit au plan érotique, dont nous nous extasions dans certains rêves au point d'en garder la plus cruelle nostalgie au réveil, est tout ce qui a pu donner à l'homme l'idée des paradis. » André Breton. Hommage à Max Walter Svanberg // Medium. Communication surréaliste. - #3. – Mai 1954.
En 1955, il contribue avec Leonor Fini à l'illustration du livre de Lise Deharme Le Poids d'un oiseau aux éditions Le Terrain vague.

## Son œuvre
L'élément récurrent dans ses œuvres est le corps féminin avec des éléments d'animaux et de faune.
Son mysticisme érotique est souligné par les titres poétiques de ses peintures:
- le Collier de perles de la conversation imaginative(1953) ;
- Le cœur de la beauté ricane (1957) ;
- Étrange Gestation, en trois phases (1960) ;
- Amours joueurs de la constellation possédée (1963).

Max Walter utilise différents moyens d'expressions comme la gouache, le pastel, l'aquarelle, l'encre de Chine et à partir des années 1960, les collages.
En 1943 Svanberg produit ses premiers dessins imaginaires qui le mèneront vers le surréalisme.
En 1955, Breton a présidé sa première exposition individuelle à Paris et a salué sa vision de surréaliste et de force.
Le président Georges Pompidou le fait chevalier de l'ordre des arts et des lettres en 1969. Enfin à l'occasion de son soixantième anniversaire l'Association Max-Walter-Svanberg construit un musée en son honneur à Malmö.